# 朵力
朵力（Dori）是托爾金小說的虛構人物。
朵力是索林·橡木盾（Thorin Oakenshield）、比爾博·巴金斯及甘道夫的十二伙伴之一。他是諾力（Nori）和歐力（Ori）的兄弟，會演奏長笛。
《哈比人歷險記》描述他為「雖然很愛抱怨，但其實是個很好心的人」。索林也說朵力是最強壯的矮人伙伴。在前往孤山的旅途中，朵力曾扛著比爾博走進迷霧山脈（Misty Mountains）的隧道，但他摔倒在地上，比爾博也跟著滾了下來。其他的矮人責罵他 「把飛賊丟在後面」。其後，他們爬上樹躲避座狼（Wargs）的攻擊，所有矮人都爬上樹，朵力卻爬下來救起比爾博。巨鷹將他們救走，比爾博也及時抓住朵力的雙腿。朵力曾抱怨說：「我不能每次都背著飛賊到處跑吧...…在隧道也算了，還要爬樹？你以為我是挑夫嗎？」。
朵力於慘烈的五軍之戰中倖存下來，並定居於孤山。他在魔戒聖戰及愛隆會議期間仍然健在。

## 改編
在彼得·傑克森執導的《哈比人電影系列》，朵力由馬克·哈德洛飾演。影片裡將朵力、諾力和歐力描繪為同母異父的三兄弟，年紀最大的朵力時常要照看著諾力和歐力。

## 延伸阅读
[在维基数据编辑]

## 外部連結
- 互联网电影数据库上朵力的资料（英文）
- 朵力 （页面存档备份，存于）在TheOneRing.net網站上的介紹（英文）
- 朵力 （页面存档备份，存于）在時代雜誌上的介紹（英文）